# SummerSlam (2017)
SummerSlam 2017 a fost cea de-a treizecea ediție a pay-per-view-ului anual SummerSlam organizat de WWE. Evenimentul a avut loc pe 20 august 2017 și a fost găzduit de Barclays Center în Brookyln, New York. Sloganul oficial a fost "Go for Broke" interpretată de Machine Gun Kelly.

## Rezultate
- Kick-off: The Miztourage (The Miz, Curtis Axel & Bo Dallas) (cu Maryse) i-au învins pe The Hardy Boyz (Matt Hardy & Jeff Hardy) & Jason Jordan (11:20)
  - Miz l-a numărat pe Jordan după un «Skull Crushing Finale».
- Kick-off: Neville l-a învins pe Akira Tozawa câștigând titlul WWE Cruiserweight Championship (11:45)
  - Neville l-a numărat pe Tozawa după un «Red Arrow» pe spatele lui.
- Kick-off: The Usos (Jimmy & Jey Uso) i-au învins pe The New Day (Big E & Xavier Woods) câștigând titlurile SmackDown Tag Team Championship (19:20)
  - Jey l-a numărat pe Big E după un «Double Uso Splash».
- John Cena l-a învins pe Baron Corbin (10:15)
  - Cena l-a numărat pe Corbin după un «Attitude Adjustment».
- Natalya a învins-o pe Naomi câștigând titlul WWE SmackDown Women's Championship (11:10)
  - Natalya a făcut-o pe Naomi să cedeze după un «Sharpshooter».
- Big Cass l-a învins pe Big Show (însoțit de Enzo Amore) (10:30)
  - Cass l-a numărat pe Show după un «Empire Elbow».
- Randy Orton l-a învins pe Rusev (0:10)
  - Orton l-a numărat pe Rusev după un «RKO».
- Sasha Banks a învins-o pe Alexa Bliss câștigând titlul Raw Women's Championship (13:10)
  - Banks a făcut-o pe Bliss să cedeze după un «Bank Statement».
- Finn Bálor l-a învins pe Bray Wyatt (10:40)
  - Balor l-a numărat pe Wyatt după un «Coup de Grâce».
- Seth Rollins & Dean Ambrose i-au învins pe Cesaro & Sheamus câștigând titlurile Raw Tag Team Championship (18:35)
  - Ambrose l-a numărat pe Sheamus după un «Dirty Deeds».
- AJ Styles l-a învins pe Kevin Owens (cu Shane McMahon arbitru special) păstrându-și titlul WWE United States Championship (17:20)
  - Styles l-a numărat pe Owens după un «Phenomenal Forearm» și un «Styles Clash».
- Jinder Mahal (însoțit de The Singh Brothers) l-a învins pe Shinsuke Nakamura păstrându-și titlul WWE Championship (11:25)
  - Mahal l-a numărat pe Nakamura după un «Khallas».
  - În timpul meciului, Singh Brothers a-u intervenit în favoarea lui Mahal.
- Brock Lesnar (însoțit de Paul Heyman) i-a învins pe Roman Reigns, Braun Strowman și Samoa Joe păstrându-și titlul WWE Universal Championship (22:38)
  - Lesnar l-a numărat pe Reigns după un «F-5».
  - În timpul meciului, Lesnar a fost scos pe targă dar s-a reîntors în meci.